# Kościół św. Wojciecha w Lewiczynie
Kościół św. Wojciecha w Lewiczynie – zabytkowy, drewniany kościół w Lewiczynie, w województwie mazowieckim, w powiecie grójeckim. Wraz z dzwonnicą i cmentarzem wpisany do rejestru zabytków w 1962 i 1981.

## Historia
Pierwszą drewnianą świątynię wzniesiono w tym miejscu w XIII w. Jej fundatorami byli Lewiccy z Lewiczyna herbu Prawda. Po 300 latach drewniany budynek był w tak złym stanie, że postanowiono zastąpić go nowym. W latach 1606–1608 na miejscu starego kościoła powstał drugi, bardziej okazały, istniejący do dziś. Został ufundowany przez podstolego czerskiego Prokopa Oborskiego. Konsekracja kościoła nastąpiła 27 kwietnia 1608. W połowie XVII w. staraniem miejscowego proboszcza, ks. Andrzeja Gałokowskiego, dobudowano dwuwieżową fasadę. W 1730, podczas silnej burzy, świątynia mocno ucierpiała. Uszkodzony kościół odbudowano, ale już jako jednowieżowy i tak pozostało do dziś.

## Architektura
Jednonawowy kościół z drzewa modrzewiowego z bogatym barokowym wystrojem. Ołtarz główny z 1750 ufundowany przez ks. Antoniego Wilskiego, kanonika żmudzkiego i proboszcza lewiczyńskiego. Ołtarze boczne pochodzą z 1742, ambona z 1753. Najcenniejszym i najstarszym skarbem kościoła jest Cudowny Obraz Matki Bożej, Pocieszycielki Strapionych, Pani Ziemi Grójeckiej. Został on sprowadzony do Lewiczyna przez rodzinę Oborskich i w 1604 podarowany kościołowi przez ks. Jana Opalińskiego, opata z Rokitna, który go otrzymał w spadku po matce. Obraz został namalowany na cyprysowych deskach o wymiarach 85,5 x 118 cm i jest przyozdobiony sukienką wykonaną w XVII w. ze srebrnej blachy. 10 sierpnia 1975, w imieniu papieża Pawła VI, prymas Stefan Wyszyński oraz kardynał Karol Wojtyła dokonali uroczystej koronacji obrazu.

## Galeria

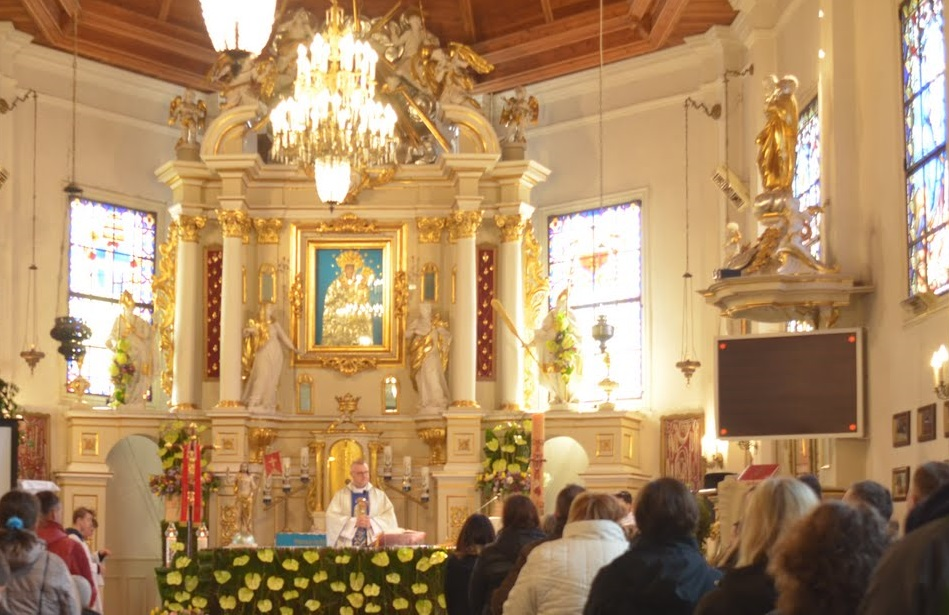
Ołtarz główny z obrazem Matki Bożej Lewiczyńskiej
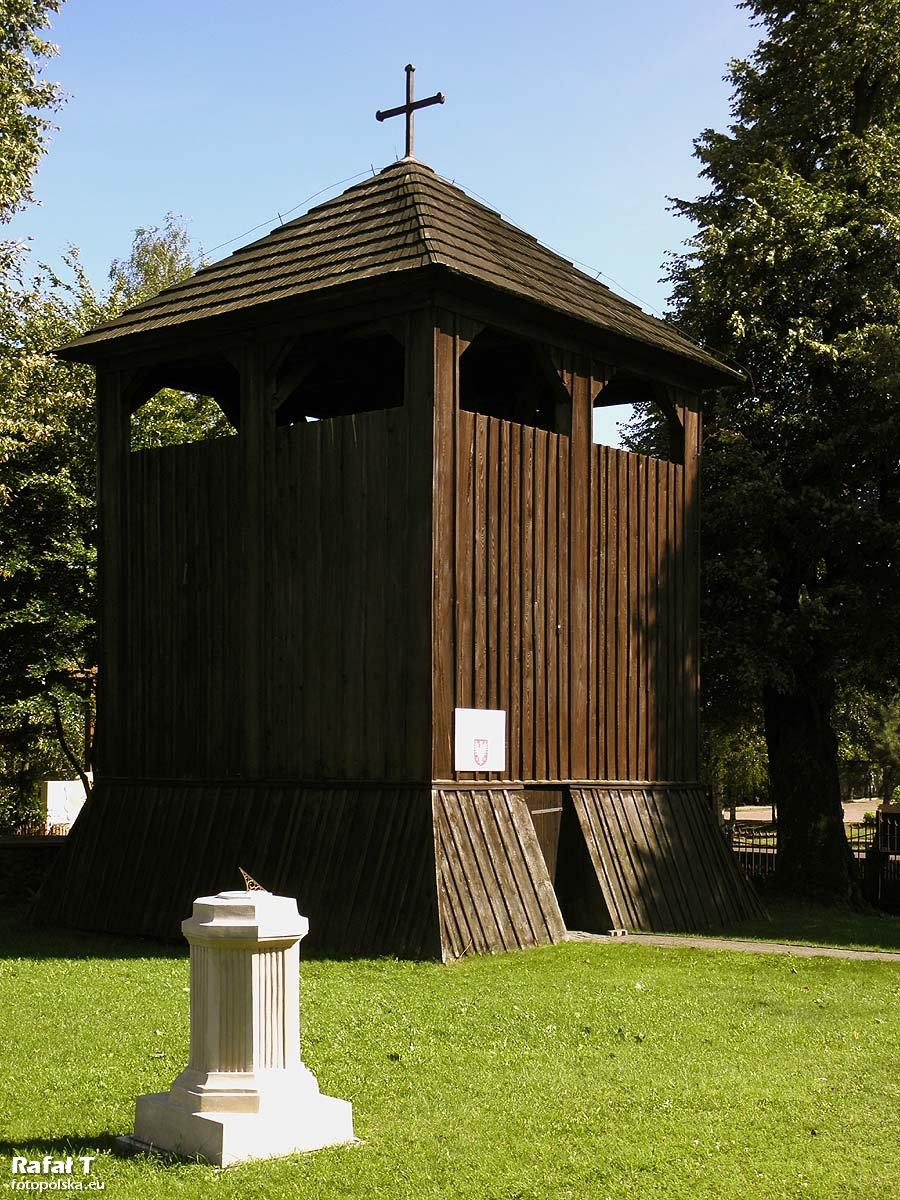
Dzwonnica przy kościele
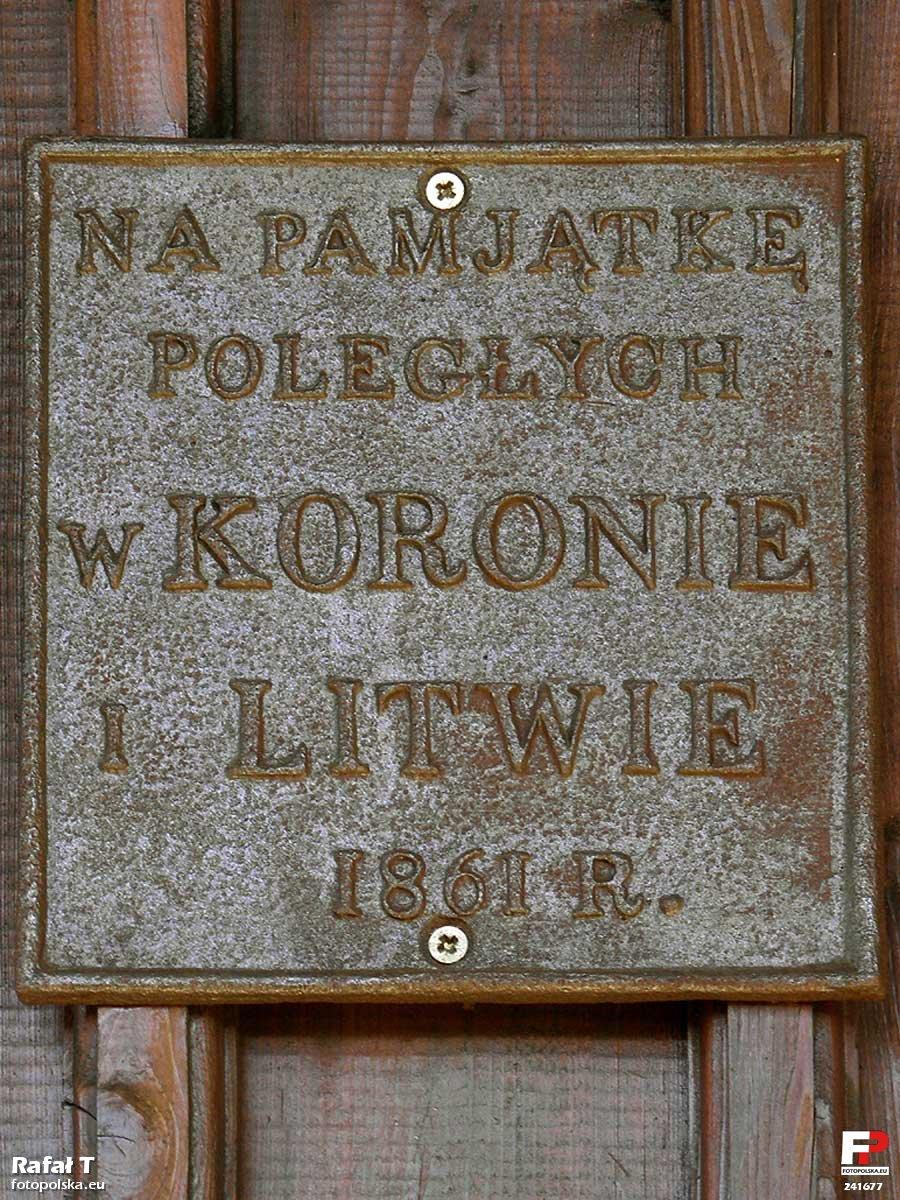
Tablica pamiątkowa na ścianie kościoła